# Russell Peters
Russell Dominic Peters (geboren september 29, 1970) is een Canadese stand-upcomedian van Anglo-Indiase afkomst. Zijn humor stoelt voornamelijk op zijn eigen culturele achtergrond maar ook op culturele en raciale stereotypen is het algemeen.
Peters trad voor het eerst op in Toronto in 1989 en trad verder aan in het Verenigd Koninkrijk, Australië, de Caraïben, China, Denemarken, Maleisië, Nieuw-Zeeland, Singapore, Sri Lanka, de Verenigde Staten, Vietnam en Zuid-Afrika.
In 2016 sprak Peters de stem in van Rocky the Rhino in de film The Jungle Book.
Hij werd genomineerd voor verschillende onderscheidingen zoals de Gemini Awards en de Canadian Comedy Awards.